# Carles II d'Anjou
Carles II d'Anjou, dit el Coix (1254 - Nàpols 1309), fou rei de Nàpols i Jerusalem (titular) i comte de Provença (1285-1309). Oficialment es titulava rei de Jerusalem i Sicília, duc de la Pulla, príncep de Càpua, príncep d'Acaia, comte d'Anjou, Provença, Forcalquier i Piemont.

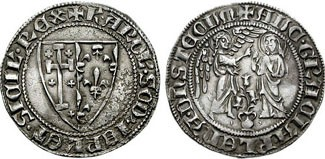
Moneda de Carles II d'Anjou, rei de Nàpols, comte d'Anjou i de Provença, 1285-1309.

## Orígens familiars
Fill i successor de Carles I d'Anjou i de la seva esposa, la comtessa Beatriu I de Provença. Era net per línia materna de Ramon Berenguer V de Provença
El seu pare li va concedir el títol de príncep de Salern i senyor de Lesina quan era molt jove (1266).
El 25 de febrer de 1271 fou nomenat vicari general del regne fins al 3 de juny de 1272 i després el 3 de març de 1276 fins al març de 1277, i el 12 de gener de 1283 breument.
Comandant de la flota angevina que es va enfrontar a la catalana en la batalla del golf de Nàpols el 1284, on fou fet presoner.

## Accés al tron
A començaments del 1285 va morir a Foggia Carles I d'Anjou, i Carles II el coix va ser proclamat successor però com que encara era presoner dels catalans van exercir la regència el seu nebot Robert, comte d'Artois, i Gerard de Parmo. Tanmateix fou proclamat senador únic de Roma i protector de Florència. Carles II va ser alliberat en virtut dels tractats d'Oloron i de Canfranc i va ser coronat a Rieti el 29 de maig del 1289 rebent del Papa el títol de Carles de Palerm i el de rei de Sicília (títol només nominal donat que Sicília ja tenia un rei català). Es va signar una treva per dos anys.

## Matrimoni i descendents
Es va casar el 1270 amb Maria d'Hongria, germana i hereva del rei Ladislau IV i filla del rei Esteve V d'Hongria, amb la qual va tenir catorze fills:
- El príncep Carles I d'Hongria (1271-1295), rei d'Hongria, iniciador de la dinastia angevina d'Hongria,
- La princesa Margarida d'Anjou (1273-1299), comtessa d'Anjou i casada el 1290 amb Carles I de Valois
- El príncep Sant Lluís de Nàpols (1275-1298), bisbe de Tolosa
- El príncep Robert I de Nàpols (1277-1343), príncep de Calàbria i rei de Nàpols i comte de Provença, casat amb Violant d'Aragó i Hauteville de Sicília, filla de Pere el Gran
- El príncep Felip de Nàpols (1278-1343), iniciador de la branca de prínceps de Tàrent i Acaia casat amb Ithamar Comnè de l'Epir, filla de Nicèfor Comnè de l'Epir. Es tornà a casar amb Caterina II de Constantinoble, emperadriu titular de Constantinoble; era filla del seu cunyat, Carles I de Valois.
- El príncep Ramon Berenguer de Nàpols (1281-1307), hereu del comtat de Provença, príncep del Piemont i Andria, però que en morir jove va revertir en Robert.
- La princesa Blanca de Nàpols (1283-1310), casada el 1295 amb el comte-rei Jaume II d'Aragó.
- El príncep Joan de Nàpols (1283-1308), religiós.
- La princesa Elionor d'Anjou (1289-1341), casada el 1302 amb el rei Frederic II de Sicília.
- La princesa Maria de Nàpols (1280-1350), casada el 1304 amb el rei Sanç I de Mallorca.
- El príncep Pere de Nàpols (1292-1315), comte de Gravina.
- El príncep Joan de Durazzo (1294-1336), duc de Durazzo que va fundar la branca ducal de Durazzo.
- La princesa Beatriu de Nàpols (1295-1321), casada amb Bertran III dels Baus.

## Política mediterrània
El 1284 la flota catalana de Roger de Llúria fou atacada a prop de Nàpols per l'angevina sota el comandament de Carles el coix; després d'un primer contacte Roger va fingir retirar-se cap a Castellmare però en sec es va parar i va iniciar el combat en mig de les aigües del golf de Nàpols destruint la flota angevina el 5 de juny del 1284 en la batalla del golf de Nàpols. Carles el coix fou fet presoner. Roger de Llúria va deixar el seu important presoner a Sicília i va passar a Calàbria a l'agost i en va conquerir una part. El 1285 es va signar el Tractat de Cefalù, el tractat entre Carles II d'Anjou i Pere el Gran de la Corona d'Aragó, pel qual Carles, presoner de Pere a Cefalù, renunciava a l'illa de Sicília en favor de Jaume, el futur Jaume el Just de la Corona d'Aragó, i a canvi era alliberat. També s'establí el casament de Jaume amb una filla de Carles, i el de la princesa catalana Violant amb un dels fills de Carles. Tot i que Carles el va ratificar després de ser alliberat, però encara en territori català, ni França ni el Papa van reconèixer el tractat.
El 1291 Acre va ser conquerida pels musulmans el 28 de maig, fet que va implicar la pèrdua de la seva última possessió al regne de Jerusalem, títol que va passar a ser nominal. En canvi Hug de Sully, va mantenir les possessions a Albània contra els grecs i els serbis.
El febrer del 1291 es va signar la pau de Tarascó entre el Comtat de Valois i el Regne de França d'un costat i la Corona d'Aragó de l'altre, pel qual el casal de Valois renunciava als regnes catalans que li havia cedit el Papa i el rei Alfons es reconeixia feudatari del Papa, prometia anar a la croada, i retirava l'ajuda al seu germà Jaume I rei de Sicília. Carles II es va adherir al tractat per l'acord de Brignols. Ben poc després (18 de juny) va morir Alfons II el Franc (o el Lliberal) amb només 27 anys, i el va succeir el seu germà Jaume I de Sicília, dit el Just, amb la condició testamentària que el regne de Sicília havia de passar a son germà Frederic, cosa a la qual el nou rei no va fer cas; poc després es va reprendre la guerra contra Nàpols que exigia la separació de les dues corones. Roger de Llúria va tenir ocasió de guanyar més batalles els anys 1292, 1293 i 1294.
El 1294 Carles II va cedir el Regne d'Albània al seu fill Felip de Tàrent, casat amb Ithamar Comnè, filla del príncep Nicèfor Comnè de l'Epir.

### La pau d'Agnani
El 1295 la pau d'Anagni (juny) entre França, Valois, Nàpols i Catalunya-Aragó va posar fi provisional a la lluita. Jaume, que havia concertat el seu enllaç amb Isabel de Castella va anul·lar aquest acord i es va casar amb Blanca, filla de Carles II, i renunciava a Sicília i a Calàbria; Robert, fill de Carles II es casaria amb Violant d'Aragó, filla de Pere el Gran d'Aragó i germana de Jaume I de Sicília; a més a més el tractat establia el retorn del Regne de Mallorca (sense l'illa de Menorca) al rei Jaume II de Mallorca; Carles de Valois ratificava la seva renúncia a la investidura papal dels regnes catalans i el Papa com a desgravi cedia la investidura de les illes de Còrsega i Sardenya (sota domini efectiu de Gènova i Pisa, però de les quals el Papa tenia l'alta senyoria feudal) al rei català. A l'illa de Sicília el retorn dels angevins va ser molt mal vist i es van preparar per oposar-se. Ischia va ser el primer territori que els catalans van retornar.
El Parlament sicilià es va reunir a Catània el 15 de gener del 1296 i va rebutjar l'entrega del país a Carles II; el rei Jaume II fou declarat sense dret al regne i en virtut del testament del seu pare que l'obligava a cedir-lo a son germà, aquest, Frederic, fou proclamat rei el 25 de març del 1296 i va ser coronat a Palerm.

### Represa de la guerra
Carles va reaccionar a la coronació de Frederic II de Sicília declarant-li la guerra i preparant una invasió de Sicília amb el suport de Jaume el Just, però va ser Frederic qui va envair el territori napolità. Els catalans van envair Sicília i van assetjar Siracusa, que va resistir, però van conquerir Catània. L'intent d'aixecar Calàbria contra Frederic va fracassar doncs el governador Blasco d'Alagó el vell va derrotar Roger de Llúria a la batalla de Squillace.
Els assetjants de Siracusa van ser acorralats a Patti el 1298 i els socors als catalans sota el comandament de l'almirall Joan de Llúria, van ser rebutjats i finalment va ser Roger de Llúria qui va aconseguir aixecar el setge de Patti però es va haver de renunciar a la conquesta de Siracusa. Roger va derrotar els sicilians a la batalla del cap Orlando el 4 de juliol del 1299, però els sicilians van reconquerir Catània. Es van lliurar les batalles de Falconara i Gagliano, avantatjoses pels sicilians. La flota siciliana fou aniquilada per la catalana a la batalla de Ponça el 14 de juny de 1300.
El 1301 les forces de Carles II van assetjar Messina però van ser rebutjades. A causa de la pesta es va concertar una treva d'un any. Quan la guerra es va reprendre, les guerrilles sicilianes eren tan actives que Carles II va haver de negociar la pau. Es va signar a Pau de Caltabellotta el 1302 per la qual Frederic era reconegut rei de Sicília vitalici, a menys que abans de tres anys obtingués o bé el regne de Xipre o el de Sardenya; el títol de rei de Sicília el portaria Carles II i Frederic només seria Rei de Trinàcria. Fadric renunciava a Calàbria i es casava amb Leonor, filla de Carles. A la mort de Frederic el regne de Trinacria hauria de passar a Carles II o als seus descendents.

### Presa de Florència
Després d'aquest acord Carles, que havia perdut el control de Florència, va poder dedicar-se a recuperar-lo, cosa que va aconseguir aviat. Més al nord va conquerir Alba, Asti i Mondovi al Piemont (1303) i va crear el comtat del Piemont que va cedir a Rinaldo di Leto el 1304. Cap del partit güelf a Itàlia una filla seva, Beatriu, es va casar amb el güelf Azzo VIII d'Este, senyor de Ferrara el 1305. Carles va incrementar la seva influència a Llombardia i Ligúria.
El seu fill Felip de Tàrent va recuperar els drets del seu oncle Felip (germà de Carles II) i la seva dona Elisabet de Villehardouin sobre el Principat d'Acaia i es va proclamar príncep el 1307.
Va morir el 5 de maig de 1309 i el va succeir el seu fill Robert I de Nàpols.

## Títols i successors
| Carles II d'Anjou Primera Dinastia Capet d'Anjou-Sicília(Branca menor de: Dinastia Capet)Naixement: 1254 Mort: 5 de maig 1309 | | |
| Títols | | |
| Precedit per: Carles I d'Anjou                                                                                                | Comte d'Anjou i Maine (Llista de comtes d'Anjou i Maine) (1285-1290) | Succeït per: Margarida d'Anjou i Carles I de Valois                                                                                 |
| Precedit per: Carles I d'Anjou                                                                                                | Comte de Provença i Forcalquier (Llista de comtes de Provença i Forcalquier) (1285-1309)                                                                                             | Succeït per: Robert I de Nàpols |
| Precedit per: Carles I d'Anjou                                                                                                | Rei de Sicília Peninsular (Nàpols) (Llista de reis de Nàpols) (1285-1309) | Succeït per: Robert I de Nàpols |
| Precedit per: Carles I d'Anjou                                                                                                | Rei d'Albània (Llista de Reis d'Albània) (1285-1301) | Succeït per: Felip I de Tàrent |
| Precedit per: Carles I d'Anjou                                                                                                | Príncep de Tàrent (1285-1301) | Succeït per: Felip I de Tàrent |
| Precedit per: Carles I d'Anjou                                                                                                | Príncep d'Acaia (Llista de prínceps d'Acaia) (1285-1289) | Succeït per: Isabel I d'Acaia |
| — Territori recuperat: — Guerra de Sicília (1282-1289) Tractat d'Anagni (1295) — Anterior — Jaume II d'Aragó "el Just"        | Rei de Sicília Insular (Trinària) (Llista de reis de Sicília) (1295–1302) | — Territori perdut: — Guerra de Sicília (1296-1302) Pau de Caltabellota (1302) — Conqueridor — Frederic II de Sicília "l'Almogàver" |
| Títols d'hereu | | |
| — Nova creació: — Apanatge atorgat pel seu pare Carles I d'Anjou                                                              | Príncep de Salern (1254-1285) | Succeït per: en desús |
| Títols com a pretendent | | |
| Precedit per: Carles I d'Anjou                                                                                                | — En disputa per: — Regne de Jerusalem (Llista de reis de Jerusalem) (1285-1309) — Raó de la disputa: — El 1277 Carles I d'Anjou comprà els drets sobre el regne a Maria d'Antioquia | Succeït per: Robert I de Nàpols |